# Ferdi Kräling
Ferdi Kräling (* 1940 in Winterberg-Siedlinghausen im Sauerland) ist ein deutscher Fotograf und als solcher vor allem als Pressefotograf internationaler Rennserien wie der Formel 1, der Rallye-WM, der Sportwagen-WM und der DRM bekannt geworden.
Kräling erlernte den Fotografenberuf und arbeitete zunächst im elterlichen Fotogeschäft, bevor er sich ab 1963 dem Motorsport zuwandte. Er gehört zu den renommiertesten Motorsportfotografen seiner Zeit und hat von 1963 bis 2005 rund 2000 Wettbewerbe fotografiert. Er gehört zu den wenigen Motorsportfotografen, die über 500 Formel-1-Grand-Prix beruflich besucht haben. Sein Archiv besteht aus über 1,5 Millionen Motorsportmotiven.
1999 übergab Ferdi Kräling seine Motorsport-Bildagentur in Winterberg-Siedlinghausen an seinen Sohn Bodo (* 1968), der seitdem die Geschäftsführung der Bildagentur Kräling innehat. Bodo Kräling leitete auch die Umstellung von der analogen auf die digitale Fotografie ein.
Ferdi Kräling hat zahlreiche Motorsportbücher in renommierten Verlagen veröffentlicht. Dabei arbeitete er oft mit Dieter L. Scharnagl zusammen, der die Texte verfasste. Vor allem sein Buch Jochen Rindt – Der erste Popstar der Formel 1, mit Texten von Herbert Völker und Fotobeiträgen von McKlein und Milan Schijatschky, 2009 im Delius Klasing-Verlag erschienen (ISBN 978-3-7688-2650-1), dürfte sehr bekannt sein. Mit seinen Fotos von Jochen Rindt führte er zudem zahlreiche Ausstellungen durch.